# Libro de la caza
El Libro de la Caza es un libro medieval sobre la caza escrito entre 1387 y 1389 por Gaston Fébus (Gaston III de Foix-Béarn, 1331-1391), conde de Foix y vizconde de Bearne. Fue dedicado a Felipe II el Audaz, duque de Borgoña. Se conservan varios ejemplares iluminados de la obra.
El Libro de la caza fue considerado, hasta el siglo XIX, la obra de referencia para todos los aficionados a la cinegética. La historiadora Hannele Klemettilä lo describió como "uno de los textos más influyentes de su época".

## Descripción
El tratado de Gaston Fébus contiene un prólogo y 85 capítulos, cada uno encabezado por una ilustración. Los capítulos siguen una división temática, aunque no se concrete. La primera parte versa sobre las presas de caza, la segunda sobre los perros de caza y sus cuidados. A continuación vienen los textos referentes a las diversas técnicas de montería. Los últimos 15 capítulos hablan de la caza con trampas, arcos y ballestas.

## Manuscritos
Manuscritos del Libro de la caza que se conservan:
- MS IV 1050 – Biblioteca Real de Bélgica (KBR), Bruselas.
- Typ 130 - Houghton Library, Universidad de Harvard, Cambridge (Mass.)
- Ms. 343 – Bibliothèque Inguimbertine, Carpentras.
- Ms. 367 (480) – Bibliothèque et Archives du Château, Chantilly.
- Oc. 61 – Biblioteca Estatal y Universitaria de Sajonia, Dresde.
- Ms. 169 – Bibliothèque de Genève.
- Hunter 385 (V.2.5) – University of Glasgow Library.
- Rastatt 124 – Badische Landesbibliothek, Karlsruhe.
- Add. 27699 – British Library, Londres.
- MS 27 – Museo J. Paul Getty, Los Ángeles.
- Ms. 765 – Bibliothèque municipale de Lyon.
- Ms. 22 – Museo Thomas-Dobrée, Nantes.
- MS M.1044 – The Morgan Library & Museum, Nueva York.
- Français 616, Français 617, Français 618, Français 619, Français 620, Français 1289, Français 1291, Français 1293, Français 1294, Français 1295, Français 12398 – Biblioteca Nacional de Francia, Dept. de los Manuscritos, París.
- Ms. 6529 – Museo Nacional y Castillo de Pau.
- HB XI 34a – Württembergische Landesbibliothek, Stuttgart.
- J.a.VIII.6 – Archivio di Stato di Torino, Turín.
- Ms. 841 – Biblioteca Municipal de Tours.
- Reginensi latini 1323, Reginensi latini 1326, Reginensi latini 1331 – Biblioteca Apostólica Vaticana, Ciudad del Vaticano.

## Reediciones
Además de las versiones manuscritas, la obra tuvo tres ediciones impresas durante el siglo XVI (la primera alrededor de 1500, luego dos ediciones de alrededor de 1507) y también ha visto muchas reediciones modernas, por ejemplo Das Jagdbuch des Mittelalters. Sra. fr. 616 der Bibliothèque nationale en París, ed. W. Schlag y Marcel Thomas (Glanzlichter der Buchkunst 4; Graz, 1994; reedición en 2001).
El libro fue publicado por Moleiro Editor en 2016. Su volumen de estudios ofrece la primera traducción completa del texto recogido en el manuscrito Français 616.